# Флора-2
«Флора-2» (эст. Tallinna Football Club Flora II) — эстонский футбольный клуб из Таллина. Был основан в 2006 году в качестве резервной команды «Флоры». В основном, состав клуба состоит из игроков не старше 21 года. Двукратный победитель Эсилиги.

## История
В соревнованиях Эсилиги принимает участие с сезона 2006 года. Наивысшее достижение — 1 место в сезонах 2014 и 2015. Регулярно играет в Кубке Эстонии. В сезоне 2014/15 «Флоре-2», как и основной команде, удалось дойти до полуфинала, где они потерпели поражение от «Пайде».
В январе 2016 года было утверждено, что начиная с сезона 2016 дублирующие команды клубов Премиум-лиги будут представлять исключительно игроки до 21 года, в связи с чем команда будет выступать под названием «Флора U21».

## Тренеры
- Иво Лехтметс (2007)
- Эрки Кескюла (2008)
- Урмас Кирс (2009)
- Заур Чилингарашвили (2010)
- Айвар Лиллевере (2011)
- Норберт Хурт (2011—2013)
- Юрген Хенн (2014—2015)
- Йоэль Индермитте (2016—2017)
- Атс Силласте (2017—2021)
- Таави Вийк (2022—н. в.)